# ژان-ماری لن
جان ماری لن (به فرانسوی: Jean-Marie Lehn) (متولد ۳۰ سپتامبر ۱۹۳۹،) شیمیدان فرانسوی است. در سال ۱۹۸۷ به‌طور مشترک به همراه دونالد کرام و چارلز پدرسون «به خاطر توسعه و استفاده از مولکولهایی با تعاملات گزینشی تحت ساختاری»
جایزه نوبل در شیمی به او اعطا شد.